# Chandler Massey
Chandler Abit Massey (Atlanta, 10 settembre 1990) è un attore statunitense, vincitore di tre Emmy Awards.
È noto principalmente per aver interpretato Will Horton in Il tempo della nostra vita (Days of Our Lives).

## Biografia
Massey nacque ad Atlanta, in Georgia. Dopo essersi diplomato, nel maggio 2009, alla Norcross High School, decise di intraprendere la carriera da attore e si trasferì a Los Angeles, dove frequentò l'Università della California. Nel dicembre dello stesso anno, al termine del primo quadrimestre, venne scelto per interpretare il ruolo di Will Horton nella soap opera Il tempo della nostra vita, che ricoprì dal 2010 al 2014 e nuovamente dal 2017 al 2023 e dal 2025. Grazie a questo ruolo, ottenne ben quattro nomination agli Emmy Awards per il miglior giovane attore in una serie drammatica, riuscendo poi a portare a casa l'ambito premio per tre anni consecutivi (2012, 2013 e 2014). Fu inoltre il primo attore a ricevere tale premio per l'interpretazione di un personaggio gay.
In precedenza era apparso come guest star in tre serie televisive: One Tree Hill, Eastbound & Down e Army Wives - Conflitti del cuore. Nel 2012 è invece nel cast del film 16-Love, a fianco di Lindsey Shaw, interpretando il ruolo principale di Farrell Gambles.

## Vita privata
Chandler è figlio di Lewis A. Massey, segretario di Stato della Georgia dal 1996 al 1999, e di Amy Reichard Massey. Ha due fratelli minori: Mary Cameryn e Christian.
È un grande fan degli Atlanta Falcons. Le sue serie televisive preferite sono The Office, 30 Rock, Community e Tosh.0.

## Filmografia

### Cinema
- For What I Had to Fear, regia di Andrew Schwab - cortometraggio (2009)
- All We Sheep Have Gone Astray, regia di Andrew Schwab - cortometraggio (2012)
- 16-Love, regia di Adam Lipsius (2012)
- Angels in Stardust, regia di William Robert Carey (2016)
- The Standoff, regia di Ilyssa Goodman (2016)
- I Remember You, regia di Michael W. Catlin - cortometraggio (2016)
- Butterfly Caught, regia di Manny Rodriguez Jr. (2017)
- Aquarians, regia di Michael M. McGuire (2017)
- Hide in the Light, regia di Mikey McGregor (2018)
- Next Stop, Christmas, regia di Dustin Rikert (2021)
- Days of Our Lives: A Very Salem Christmas, Will Horton (2021)

### Televisione
- One Tree Hill – serie TV, 1 episodio (2009)
- Eastbound & Down – serie TV, 1 episodio (2009)
- Army Wives - Conflitti del cuore (Army Wives) – serie TV, 1 episodio (2009)
- Il tempo della nostra vita (Days of Our Lives) - soap opera (2010-2014, 2017-2023, 2025-in corso)
- Bad Judge – serie TV, 1 episodio (2015)
- Summer Camp (Bunk'd) – serie TV, 1 episodio (2016)
- Days of Our Lives: Beyond Salem, regia di Sonia Blangiardo, Noel Maxam e Albert Alarr – miniserie TV (2021)

## Doppiatori italiani
Nelle versioni in italiano delle opere in cui ha recitato, Chandler Massey è stato doppiato da:
- Gianluca Cortesi ne Il doppio natale di Emma

## Premi e candidature
- 2011 - Emmy Awards 2011
  - Nomination - Miglior giovane attore in una serie drammatica per Il tempo della nostra vita[4]

- 2012 - Emmy Awards 2012
  - Vinto - Miglior giovane attore in una serie drammatica per Il tempo della nostra vita[5]

- 2013 - Emmy Awards 2013
  - Vinto - Miglior giovane attore in una serie drammatica per Il tempo della nostra vita[6]

- 2014 - Emmy Awards 2014
  - Vinto - Miglior giovane attore in una serie drammatica per Il tempo della nostra vita[7]